# Hey, Cruel World...
«Hey, Cruel World…» — перша пісня з восьмого студійного альбому Marilyn Manson Born Villain. 22 травня 2011 р. на сайті гурту опублікували короткий відеоролик «I Am Among No One (excerpt from an undisclosed song with an unreleased title)» з 26-секундним уривком треку. Це стало першим оприлюдненим аудіозаписом з платівки. Фраза «I Am Among No One» присутня в тексті композиції.
У червні 2011 лідер гурту з'явився у програмі Fleischer's Universe, що транслюється на Ustream. Під час програми фронтмен заявив, що назву нового альбому буде оприлюднено впродовж тижня. Він також процитував слова з «Hey, Cruel World…»: «The center of the universe cannot exist without edges».
Частина слів приспіву є на світлині 2010 року під назвою «your goddamn right», котру завантажено на Facebook. «Square-halo angels» (укр. «янголи з квадратними німбами») є посиланням на ранньохристиянські картини на релігійну тематику, де живі люди, часто замовники, зображувалися з квадратними німбами. «Creator, preserver, destroyer» (укр. «Творець, спаситель, руйнівник») є покликанням на 3 триграфи І Цзін. Відповідно: кань (☰, «творчий»), кунь (☷, «сприйнятливий»), та чжень (☳, «пробуджений»). Три форми, створення, збереження й руйнування, також присутні в концепції індуїстської Тримурті.

## Відеокліп
28 вересня на сайті колективу та VEVO-каналі з'явився чорно-білий кліп «Hey, Cruel World…». Режисер: Тім Маттіа (на замовлення ARTV). У відео на Менсоні можна помітити маску з кліпу «Slo-Mo-Tion». Відео в основному складається з кадрів живих виступів колективу, знятих під час туру Hey Cruel World... Tour.